# Campsa-Gentibus
Campsa-Gentibus fue una empresa española creada por el Gobierno republicano durante la guerra civil española como una subsidiaria de CAMPSA, con el objetivo de comprar y vender toda clase de artículos alimenticios, materias primas y artículos de manufactura indispensables para el país.

## Historia
Se creó como subsidiaria de la Compañía Arrendataria del Monopolio de Petróleos S.A. (CAMPSA) y dependiente del Ministerio de Hacienda (España), creada oficialmente por el Gobierno de Juan Negrín el 1 de julio de 1937, y ratificada por Decreto de 25 de febrero de 1938 (Gaceta de la República de 27 de febrero), en el transcurso de la guerra civil española.
Su objetivo de comprar y vender "en el extranjero, así como en el interior del país, de toda clase de artículos alimenticios, primeras materias y artículos fabricados indispensables para el normal desarrollo de la vida del país", buscando favorecer los intercambios con la URSS. Aunque de acuerdo con estas atribuciones hubiera debido monopolizar las importaciones y exportaciones de la España republicana, en realidad no fue así, debido a la aparición de otros organismos, como el Consejo Levantino Unificado de la Exportación Agrícola o la Comisión Exportadora de Agrios.
Gentibus supuso un instrumento al servicio de la economía de guerra de la República en el ámbito comercial y con la perspectiva ya asumida de un conflicto largo. A pesar de las dificultades por las que atravesó, se convertiría en el principal soporte de la economía del bando leal en el ámbito exterior, tanto en la producción militar como en el sector civil.
Contaba con un Comité Ejecutivo propio constituido el 2 de julio, compuesto en una primera etapa por tres consejeros (Francisco Méndez Aspe como subsecretario de Hacienda, Adolfo Sisto Hontán y Demetrio Delgado de Torres como subsecretario de Economía), Honorato de Castro como delegado del Gobierno en Gentibus, y el director general de CAMPSA. Su primer director, designado por Negrín (ministro de Hacienda), fue Toribio Echevarría, sustituido el 27 de agosto por el ingeniero de minas Federico Luchsinger Centeno. A partir de febrero de 1938, se formó un Consejo Directivo finalmente conformado por Demetrio Delgado de Torres como presidente y Francisco Méndez Aspe, Alejandro Otero, Adolfo Sisto Hontán, Honorato de Castro y Toribio Echevarría como vocales, más las incorporaciones de Antonio Camacho (subsecretario de Aviación), Trifón Gómez (director general de Abastecimientos) y Amador Fernández (inspector general de los Servicios de Intendencia).
Con la victoria de los nacionales, a partir del 24 de abril de 1939 comenzó a funcionar una comisión liquidadora, presidida por el diplomático Jaime Alba, que estuvo en funcionamiento hasta enero de 1950, en que quedó definitivamente disuelta.